# Biologische Bodenkruste

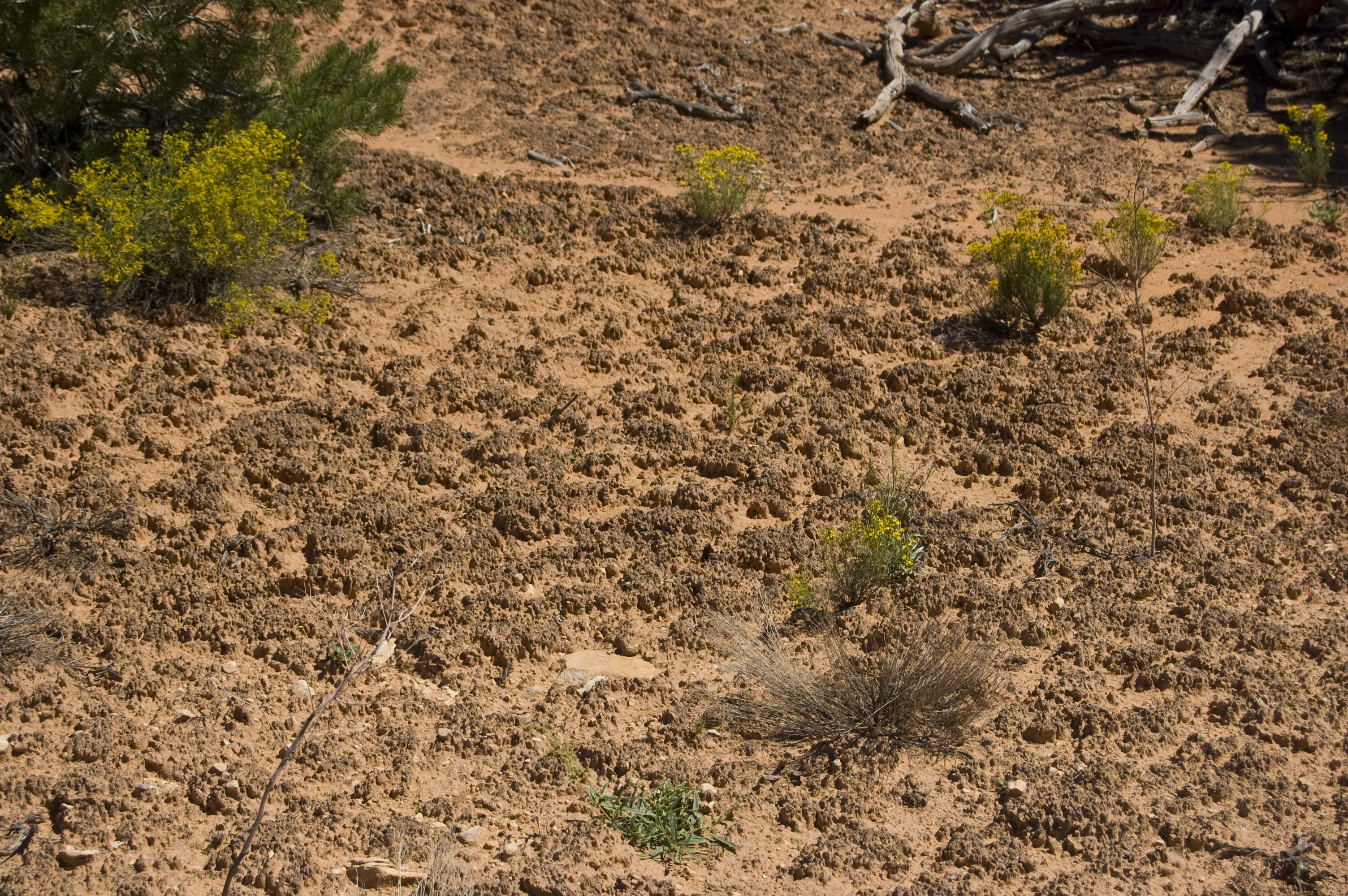
Biologische Bodenkruste im Natural Bridges National Monument in Utah.

Biologische Bodenkrusten sind ein Mikroökosystem, bei dem anorganische Bodenpartikel durch Bodenorganismen wie Cyanobakterien, Bodenalgen, Myzel und Hyphen von Mikropilzen und Moose und ihre Aktivitäten und Produkte, wie zum Beispiel extrazellulär abgeschiedene Polysaccharide, verbunden und dadurch stabilisiert werden. Diese lebenden Krusten überziehen die Bodenoberfläche als zusammenhängende Schicht auf der Bodenoberfläche und in den obersten Millimetern des Bodens. Die Strukturen sind auch schon unter zahlreichen synonymen Namen wie kryptogame, kryprobiotische, mikrobiotische, mikrophytische oder organogene Bodenkrusten beschrieben worden. Biologische Bodenkrusten treten in Lebensräumen mit offener, nicht vollständig von Gefäßpflanzen bedeckter Bodenoberfläche auf, sie sind von besonderer Bedeutung in ariden Gebieten.

## Biotische Zusammensetzung
Wichtigste Bestandteile der biologischen Bodenkrusten sind in vielen ariden Regionen Cyanobakterien der Gattung Microcoleus, deren von einer Scheide aus extrazellulärer Matrix umhüllte Filamente sich durch die obersten Bodenschichten winden. Die lebenden Fäden können innerhalb der Scheiden bei feuchten Bedingungen zur Oberfläche gleiten und sich bei ungünstigeren Bedingungen wieder in die Tiefe bewegen. Außerdem bedeutsam sind etwa die Gattungen Nostoc, Pleurocapsa und Chroococcidiopsis. Im Gegensatz zu den Cyanobakterien spielen heterotrophe Bakterien für die Struktur der Krusten aufgrund ihrer geringen Biomasse nur eine untergeordnete Rolle. Bedeutsam unter den Hunderten beteiligter eukaryotischer Algen sind vor allem kokkale Grünalgen, etwa der Gattungen Chlorococcum, Macorchloris und Stichococcus. Im Gegensatz zu diesen Gruppen, deren wichtigste Vertreter im Bodeninneren leben, besiedeln die Thalli der Flechten und die Moose in erster Linie die Bodenoberfläche. Unter den krustenförmigen Bodenflechten sind sowohl solche mit Grünalgen als auch solche mit Cyanobakterien als Partner der Symbiose für die Krustenbildung bedeutsam. Dazu gehören etwa die Gattungen Psora, Buellia und Trapelia, die einfache flächige Krusten bilden, Endocarpon und Peltula mit schildförmigen, bis hin zu Formen wie Peltigera mit komplexen, blattartigen Thalli oder stämmchenbildenden Formen in der Gattung Cladonia. Typisch für aride Gebiete sind die sogenannten „Wanderflechten“, die bei Trockenheit den Kontakt zum Boden verlieren und durch den Wind verbreitet werden, dazu gehören etwa Xanthoparmelia, Xanthomaculina und Chondropsis. Neben solchen Formen mit geschichteten Thalli sind auch solche mit ungeschichteten (homöomeren) Thalli, meist mit gallertartiger Struktur, an den Kusten beteiligt. Bedeutsam für die biologischen Bodenkrusten sind auch Moose, zum Beispiel der Gattungen Bryum, Campylopus oder Gigaspermum. Allen diesen Formen ist gemeinsam, dass sie nur wachsen und biologisch aktiv sind, wenn der Boden feucht oder nass ist. Austrocknungsempfindlichere Formen mit höherem Feuchtebedürfnis spielen daher nur in nördlichen Breiten oder unter dem schützenden Schirm von Gefäßpflanzen eine Rolle und fehlen in sehr ariden Gebieten, dazu gehören vor allem die meisten Laub- und Lebermoose. In Wüsten sind die Organismen auf Taufall oder die seltenen Regenfälle angewiesen.
Die biologischen Bodenkrusten bilden für Tierarten des Bodens Nahrungsbasis und Lebensraum. Aufgrund der Kleinheit und geringen Produktivität gilt das vor allem für Arten der Mesofauna wie Milben, Springschwänze, Bärtierchen und Nematoden. Größere Tiere wie Landschnecken, Asseln und in Wüstengebieten Schwarzkäfer (Tenebrionidae) können die Krusten abweiden.

## Verbreitung
Biologische Bodenkrusten können in allen Klimazonen und auf allen Bodentypen auftreten. Auf reinen Tonböden sind sie aber nur schlecht ausgeprägt, da diese bei Befeuchtung zum Quellen neigen und so die Krusten mechanisch zerstören. Während auf sauren Böden Grünalgen hervortreten, werden Cyanobakterien durch alkalische Böden, solche mit hohem Salzgehalt oder sehr geringen Niederschlägen gefördert. Auf nährstoffarmen Böden treten stickstofffixierende Arten hervor. Während auf feuchten Rohböden die Bodenkrusten meist nur ein Sukzessionsstadium bilden und im Laufe der Zeit durch Gefäßpflanzen verdrängt werden können, bilden sie in extremen Lebensräumen dauerhafte Lebensgemeinschaften aus. Eine Besonderheit ist das Mikrohabitat der „Fensteralgen“, die unter durchsichtigen Kieseln, etwa aus Quarz, eine besondere Lebensgemeinschaft bilden.
Die Bedeutung der biologischen Bodenkrusten steigt also an in Gebieten mit geringer biologischer Produktivität aufgrund extremer Umweltbedingungen, wie Kälte, Hitze, Trockenheit. Dazu gehören arktische und alpine Tundren und Kältewüsten und aride und semiaride Halbwüsten und Trockenwüsten, die zusammen mehr als 40 Prozent der Landoberfläche der Erde bedecken. In gemäßigten, temperaten Breiten sind sie als vorherrschende Lebensform auf Sonderstandorte wie einige Steppen und Serpentinit-Felsfluren beschränkt. Durch ihre Veränderung der Bodenoberfläche auf Rohböden können sie aber die Besiedlung der Böden durch Gefäßpflanzen beschleunigen und erleichtern.

## Bedeutung
Besonders in ariden Gebieten wie Wüsten sind biologische Bodenkrusten von hoher Bedeutung für den Wasserhaushalt. Cyanobakterien vermögen etwa das Zehnfache ihres Trockenvolumens und das acht- bis Zwölffache ihres Gewichts an Wasser zu speichern. Treten sie in Form von glatten Überzügen auf, vermindern sie das Porenvolumen an der Oberfläche und damit die Versickerungsfähigkeit, dem wirken aber mechanische Bodenlockerung durch absterbende Zellfäden und durch mit den Bodenkrusten assoziierte Bodentiere entgegen und können im Effekt überwiegen. Sie stabilisieren außerdem die Böden gegenüber Bodenerosion und fangen vom Wind transportierten Staub effektiv ab.
Diese Krusten sind aber anfällig gegenüber mechanischen Zerstörungen, etwa durch menschliche Aktivitäten. Werden etwa die extrazellulären Hüllen der Micrcoleus-Cyanobakterien einmal zerstört, können die Zellfäden nicht mehr der Feuchtigkeit folgend nach oben gleiten und sterben ab. Nach der Zerstörung steigt insbesondere in Wüstengebieten der Oberflächenabfluss von Regenwasser und die Winderosion steigt an. Zum quantitativen Einfluss dieser Faktoren liegen zwar schon einige Studien vor, er ist aber bisher nicht verlässlich zu quantifizieren. Der Effekt kann aber denjenigen des Bodentyps in den Auswirkungen weit übersteigen.